# دن ون هوسن
دن ون هوسن (انگلیسی: Dan van Husen; زاده ۳۰ آوریل ۱۹۴۵ – درگذشته ۳۱ مهٔ ۲۰۲۰) بازیگر تئاتر، بازیگر سینما، و بازیگر تلویزیون اهل آلمان بود. وی بین سال‌های ۱۹۶۸ تا ۲۰۲۰ میلادی فعالیت می‌کرد.
از فیلم‌ها یا برنامه‌های تلویزیونی که وی در آن نقش داشته‌است می‌توان به تام سایر و هاکلبری فین (۲۰۱۴) ، کازانووای فلینی، نوسفراتو، خون‌آشام، سالن کیتی، دشمن پشت دروازه‌ها، و ال کندور اشاره کرد.